# Nie rzucim ziemi, skąd nasz ród
Nie rzucim ziemi skąd nasz ród – piąty album kompilacyjny polskiej piosenkarki Danuty Stankiewicz wydany w 2019 roku przy współpracy wokalnej z Mariuszem Jaśko nakładem wytwórni MTJ.

## Lista utworów
1. Bogurodzica (trad. - trad.) [w wyk. D. Stankiewicz]
2. Rota (Feliks Nowowiejski - Maria Konopnicka) [w wyk. D. Stankiewicz]
3. Przybyli ułani pod okienko (trad. - Feliks Gwiżdż) [w wyk. D. Stankiewicz]
4. O mój rozmarynie (Zygmunt Pomarański - trad., Wacław Denhoff-Czarnocki) [w wyk. M. Jaśko]
5. Wojenko, wojenko (trad. - trad.) [w wyk. D. Stankiewicz]
6. Marsz Pierwszej Brygady (M.D. Tomnikowski - Andrzej Hałaciński, Tadeusz Biernacki) [w wyk. D. Stankiewicz]
7. Dziś do ciebie przyjść nie mogę (Stanisław Magierski - Stanisław Magierski) [w wyk. D. Stankiewicz]
8. Marsz Sybiraków (Czesław Majewski - Marian Jonkajtys) [w wyk. M. Jaśko]
9. Piosenka o komendancie (Włodzimierz Nahorny - Artur Oppman) [w wyk. M. Jaśko]
10. Unia z Litwą (Janusz Sent - Edward Słoński) [w wyk. M. Jaśko]
11. Komendantowi (Mikołaj Hertel - Bolesław Zugmunt Lubicz) [w wyk. D. Stankiewicz]
12. Hymn Związku Żołnierzy Wojska Polskiego – "To przecież nie tak dawno" (Jan Chojnacki - Jan Chojnacki) [w wyk. Wojskowego Zespołu Wokalnego Wiarusy]
13. Mazurek Dąbrowskiego (Michał Kleofas Ogiński - Józef Wybicki) [w wyk. D. Stankiewicz]
14. Dziś do ciebie przyjść nie mogę (Stanisław Magierski - Stanisław Magierski) [podkład muzyczny]
15. Wojenko, wojenko (trad. - trad.) [podkład muzyczny]
16. O mój rozmarynie (Zygmunt Pomarański - trad., Wacław Denhoff-Czarnocki) [podkład muzyczny]
17. Przybyli ułani pod okienko (trad. - Feliks Gwiżdż) [podkład muzyczny]

## Charakterystyka albumu
Album Nie rzucim ziemi, skąd nasz ród to okrojona wersja trzynastej płyty studyjnej artystki Serce dla Ciebie Polsko stanowiący kolekcjonerski śpiewnik pieśni patriotycznych. Całe wydawnictwo zostało opakowane w książkę wraz z tekstami wszystkich pieśni i piosenek, oraz zdjęciami marszałka Józefa Piłsudskiego. Artystka zadedykowała wydawnictwo Piotrowi, Czesławowi i Wacławowi Stankiewiczom, oraz Henrykowi Napiórkowskiemu z Rogowa. Album oryginalnie ukazał się w formie książki w zestawie z płytą kompaktową (KMTJ 7699397) wydanej przez Agencję Artystyczną MTJ.

## Muzycy
- Danuta Stankiewicz, Mariusz Jaśko – śpiew, chóry
- Piotr Kubacki – chóry, instrumenty klawiszowe, gitara akustyczna
- Ryszard Poznakowski – chóry, pianino, gitara elektryczna, instrumenty perkusyjne, instrumenty dęte
- Czesław Majewski – fortepian
- Zbigniew Tokarski – skrzypce

## Realizatorzy
- Zdjęcie na okładce – Mikołaj Światowiec
- Projekt graficzny – zespół MTJ